# Calderón (Pasolini)
Calderón è una delle opere teatrali scritte da Pier Paolo Pasolini.
È stato scritto nel 1966 ed è stato l'unico ad essere pubblicato con l'autore in vita, nel settembre 1973. Pasolini si rifà parzialmente a La vita è sogno di Pedro Calderón de la Barca, mutuandone i nomi e la tematica del sogno. L'ambientazione è quella della Spagna franchista durante gli anni del regime.

## Trama

### I stasimo
L'opera si apre con la voce dell'oratore che introduce il pensiero dell'autore, il quale confessa di aver attinto solo alle proprie esperienze personali per la descrizione della vicenda. Indica poi il tempo della rappresentazione, che si apre in una notte del 1967, in Spagna.

### I episodio
Rosaura si sveglia nella notte, chiedendo dove essa si trovi come se avesse perso la memoria. Accanto c'è sua sorella Stella che, spaventata dalle asserzioni di Rosaura, tenta di ricordarle il passato. Sono figlie di un ricco possidente terriero madrileno e vivono con i propri genitori tra gli agi di una ricca tenuta chiamata scherzosamente "il palazzo d'Inverno": hanno un fratellino, Pablito, che momentaneamente vive nella residenza estiva della famiglia. Stella propone alla sorella un gioco: far finta che quello che Rosaura vive non sia un sogno come ella crede ma sia la realtà che Rosaura stessa dovrà far finta di non ricordare, mentre lei le spiegherà tutto ciò che la circonda. Le porge poi l'anello di famiglia, ricordandole che è lo stesso che Velázquez dipinse nel quadro Las Meninas, e le chiede di indossarlo.

### II episodio
Doña Astrea fa visita a Doña Lupe, madre delle due ragazze, chiedendole come sta Rosaura, che dopo un periodo di riposo sembra essersi ripresa dalla momentanea amnesia. Le due intrecciano poi un lungo discorso sul loro passato e sul loro status aristocratico: Doña Lupe sembra non voler ricordarne alcune parti, come volesse nascondere a sé stessa il proprio passato privo di alcuni principi cattolici. Si capisce che, col tempo, ha abbandonato le sue idee per riempirsi la testa con dei precetti borghesi che sembra condividere pienamente.
Giungono le ragazze dal Museo del Prado mentre arriva anche Sigismondo, annunciato da un servo. Sigismondo si presenta e si rivela essere un ex contestatore del regime, amico di Basilio, padre delle ragazze e marito di Doña Lupe. Rosaura ne rimane rapita e se ne innamora.

### II stasimo

Las Meninas. Diego Velázquez, 1656

Lo speaker annuncia un momento di teatro sociale: la scena successiva verrà rappresentata, infatti, con un vasto apparato scenografico nonostante la scenografia accurata e non puramente indicativa sia una convenzione borghese che l'autore, per bocca dello speaker, dichiara di detestare. A sua volta, però, la rappresentazione stessa avviene come se fossero i soggetti pittorici de Las Meninas a recitarla, per puro godimento del pubblico, ossia con tutte le convenzioni sceniche atte a ricercare il piacere visivo e ludico di colui che assiste.

### III episodio
Basilio re e Lupe regina, parlando riflessi nello specchio così come li ha pensati Velázquez, parlano dell'impossibilità di un amore che non rispetti l'ordine della morale borghese. Chiedono a Rosaura di confessare il suo amore per Sigismondo, ribadendole che, essendo egli antifascista, non potrà mai unirsi a lei.

### IV episodio
Manuel, medico curante di Rosaura, dialoga con Stella della strana amnesia della sorella. Manuel lavora in un manicomio dove è attualmente ricoverata la ragazza, in pena d'amore per Sigismondo: Manuel si dichiara innamorato di Rosaura ma sa perfettamente che il cuore di lei è di un altro.

### V episodio
Rosaura si sveglia nel suo letto di manicomio urlando e chiedendo di essere liberata, mentre una suora cerca di calmarla invitandola alla preghiera: la donna rifiuta e Manuel accorre per calmarla: le spiega di come il corpo fisico la imprigioni e la renda schiava di alcune convenzioni del mondo. Nonostante ciò, la libera facendola uscire dal manicomio.

### VI episodio
Rosaura corre da Sigismondo che gli chiede come mai è libera: il discorso volge sulla possibile liberazione del corpo dalle inutili convenzioni sociali fino alla dichiarazione d'amore di Rosaura per l'uomo, che comprende anche una serie di rivelazioni sul sesso. Sigismondo gli rivela la verità: da giovane, anarchico e ribelle, condivideva le sue idee di liberazione con Doña Lupe, con la quale aveva avuto una relazione. Partito per la guerra civile spagnola come soldato, tornò a Madrid alla ricerca di Lupe, che aveva ritrovato imborghesita e profondamente cambiata. Furente, la stuprò e da quella violenza nacque Rosaura, che si scopre essere dunque figlia non di Basilio e Lupe ma di quest'ultima e Sigismondo. Nonostante ciò, Rosaura ammette incestuosamente di voler amare ancora l'uomo. Sigismondo la paragona al protagonista di La vita è sogno di Pedro Calderón de la Barca che porta il suo nome che, nonostante dorma nella sua torre dove viene rinchiuso per non essere una minaccia per il potere sovrano, continua ad amare una donna veduta in sogno.

### VII episodio
Si ripete la medesima modalità del primo episodio: Rosaura si sveglia nella notte, chiedendo dove essa si trovi come se avesse perso la memoria. Accanto c'è sua sorella Carmen che, spaventata dalle asserzioni di Rosaura, tenta di ricordarle il passato. Le dice quindi di essere figlie di Cirlot ed Agostina, e che si prostituiscono in un lurido bordello di Barcellona. Invece di porgerle l'anello come nel primo episodio, le porge la sporca catinella con la quale ogni mattina Rosaura si lava le parti intime.

### VIII episodio
Pablo Ortega y Frías, nel giorno del suo sedicesimo compleanno, viene portato goliardicamente dagli amici nel bordello di Carmen e Rosaura per farlo andare con una prostituta. Riluttante all'idea, Pablo (in quanto omosessuale) tenta la fuga ma viene adescato da Rosaura che, guardandolo e sentendo i suoi discorsi sulla libertà individuale, se ne innamora perdutamente. Per non farlo sfigurare di fronte agli amici, giura che racconterà a tutti di aver compiuto con lui un atto sessuale, sebbene questo in realtà non avvenga, nonostante la voluttà di Rosaura.

### IX episodio
Carmen interroga la sorella sull'incontro con Pablo e chiede se i due hanno realmente fatto sesso assieme. Rosaura asserisce e Carmen ride come un'ossessa, senza fornirle spiegazione sul perché.

### X episodio
Basilio convoca a sé Melainos e Leucos, chiedendo loro di recarsi nel bordello di Rosaura e Carmen. L'uomo si interroga sulla possibile maggiore durata dell'amore sul sogno.

### XI episodio
Un prete fa visita a Rosaura, con gran fastidio della donna. Anche lui sembra interessato alla relazione che lega la giovane a Pablo, per rivelarle una dura verità: Pablo è in realtà il figlio di Rosaura, da lei creduto morto sedici anni prima, quando lo partorì in seguito ad una violenza carnale perpetratale da Sigismondo e venduto da Carmen e dalla madre, per poco denaro, ad una nobile famiglia di Barcellona.

### XII episodio
Si ripete la medesima modalità del primo e del settimo episodio: Rosaura si sveglia nella notte, chiedendo dove essa si trovi come se avesse perso la memoria. Accanto c'è sua sorella Agostina che, spaventata dalle asserzioni di Rosaura, tenta di ricordarle il passato. Agostina le dice di essere una donna borghese sposata e con due figli, Carlos e Carmencita, ma Rosaura inizia un discorso sconclusionato che sconvolge la sorella.

### XIII episodio
Basilio e Manuel discutono sulla guarigione di Rosaura: il discorso diverge sul potere inteso come entità sopra la massa degli uomini che ottenebra la mente chiedendo all'uomo stesso di riempirsi delle convenzioni sociali atte a renderlo schiavo. Manuel specifica che la confusione linguistica di Rosaura, che non riesce a non fare discorsi sconclusionati, è dovuta alla negazione del mondo poiché essa lo ritiene troppo crudele. Si scopre che Basilio, ora, è il marito benpensante di Rosaura, non fascista ma peggio che tale poiché appoggia incondizionatamente, senza farlo apertamente, i dettami del regime del potere.

### XIV episodio
In una riunione di famiglia Basilio, di fronte a Carlos e Carmencita oltre che a Sigismondo, padre di Rosaura, festeggia il ritorno alla convenzionalità della moglie. Soggiunge Enrique, giovane dissidente nel quale si riflette forse la figura di Pablo del sogno precedente, che cerca rifugio. Enrique e Rosaura si amano con gli occhi e Basilio nota questo scambio di mute passioni ma, tutto ad un tratto, si accorge che entrambi sono caduti in un sonno profondo. Decide quindi di denunciare Enrique alle autorità, dimostrando pienamente il suo dispotismo asservito al potere. Nel corso della cena, si intende chiaramente come Basilio, che rappresenta il potere stesso, abbia compreso di come Rosaura tenti di fuggire ad esso rifugiandosi nel sogno e plasmando quindi la realtà, senza però trovare una soluzione.

### III stasimo
Interviene di nuovo lo speaker che si palesa sempre più come l'autore stesso, per chiedere di nuovo allo spettatore di assistere ad un rito teatrale di stampo borghese, in una scenografia ben definita quale quella di un lager.

### XV episodio
Basilio, simbolo del potere, convoca a sé Melainos e Leucos, i suoi servitori, complimentandosi del luogo dove si trovano. Chiede quindi loro di risvegliare per l'ultima volta Rosaura.

### XVI episodio
Rosaura si risveglia chiamando Basilio, al quale confessa di ricordarsi il suo ultimo sogno: ma questo non è finzione, perché la donna è rinchiusa, emaciata ed in punto di morte, in un lager nazista. Rosaura è conscia di aver passato tre diversi mondi: l'aristocratico, i bassifondi ed il piccolo borghese, mentre la sua situazione è di vittima delle SS. Dopo una patetica descrizione del proprio corpo e della propria misera condizione, emette un grido di speranza: un sogno nel quale il popolo, fasciato dei colori del comunismo, intervenga unito contro le sopraffazioni del potere. Basilio l'ascolta per chiudere la tragedia dicendole che quanto da lei auspicato è un sogno, ma non sarà mai realtà.

## Significato dell'opera
Il Calderòn venne rappresentato per la prima volta al Teatro Metastasio di Prato nel 1978 con la regia di Luca Ronconi. Tra gli interpreti vi erano Gabriella Zamparini, Edmonda Aldini, Nicoletta Languasco, Miriam Acevedo, Anita Laurenzi, Carla Bizzarri, Giacomo Piperno, Franco Mezzera, Mauro Avogadro e Giancarlo Prati, mentre le scene erano di Gae Aulenti ed i costumi di Gian Maurizio Fercioni.
L'opera è la messa in scena dell'impossibilità umana di svincolarsi dalla propria condizione sociale, che imprigiona l'uomo in una serie di convenzioni che ne condizionano l'agire ed il pensiero. La soluzione che adotta Rosaura per cercare una ipotetica libertà è appunto il sogno, nel quale si rifugia e tramite il quale adotta tre diverse identità: prima la figlia di estrazione aristocratica, poi la prostituta ed infine la moglie borghese piena di frustrazioni.
Nell'impianto drammaturgico è forte la presenza dell'elemento metateatrale, tramite l'intervento dell'autore stesso, impersonato dallo speaker, sia nella rappresentazione scenografica all'interno del quadro Las Meninas di Diego Velázquez, che offre uno svelamento della superficie pittorica mostrando all'interno di essa la rappresentazione del fare artistico.
Il potere è impersonato da Basilio, il quale ritorna, all'interno del dramma, come personaggio ricorrente il quale conosce il destino di Rosaura: egli comanda i suoi servi, Leucos e Melainos, per far destare la donna all'interno dei sogni nei quali essa si è "rifugiata". Presente l'amore come via di fuga dalla dura realtà, esso si manifesta in disparati modi, facendo intravedere più volte la figura dell'incesto: se nel primo sogno la donna si innamora del proprio padre, nel secondo dona i suoi sentimenti al figlio Pablo mentre nel terzo, nel quale si manifesta un amore per Enrique, si riesce a scorgere in questa figura una proiezione del figlio Pablo.
Il Calderòn è un esempio del "Nuovo Teatro" di cui Pasolini ha scritto nel suo Manifesto per un nuovo teatro.

## Edizioni
- Calderón, Milano, Garzanti, settembre 1973.
- P.P. Pasolini, Calderon: lager borghese, collana Quaderni nuova serie N.17, Teatro Stabile Friuli-Venezia Giulia, 1979 ?.
- P.P. Pasolini, Teatro, collana Gli elefanti. Teatro, Prefazione di Guido Davico Bonino, Milano, Garzanti, 1988, ISBN 978-88-116-6985-2.